# سيد موريرا
سيد موريرا (بالبرتغالية: Cid Moreira‏) (29 سبتمبر 1927 - 3 أكتوبر 2024)، هو صحفي وكاتب ومذيع أخبار برازيلي، ولد في 29 سبتمبر 1927 في تاوباتي في البرازيل.